# U.S. Route 17
L'U.S. Route 17 è una strada a carattere nazionale statunitense che si estende per 1.941,63 chilometri.